# Drago Jančar
Drago Jančar, né le 13 avril 1948 à Maribor, est un écrivain slovène.

## Biographie
Lorsque Drago Jančar naît à Maribor en 1948, la Slovénie est alors englobée dans la république fédérative socialiste de Yougoslavie.
Originaire du Prekmurje, son père est incarcéré dans un camp de concentration pour ses activités contre l’occupant nazi.
Drago Jančar poursuit ses études de droit à Maribor et devient rédacteur en chef d'un journal étudiant. Certains articles lui valent ses premiers démêlés avec les autorités communistes. Il entre comme assistant au quotidien de Maribor Večer.
En 1974, il est arrêté pour avoir fait circuler une brochure concernant le massacre de la garde nationale slovène par le régime de Tito en mai 1945 et condamné à un an de prison pour « propagande en faveur de l’ennemi ». Libéré au bout de trois mois, il est envoyé dans le Sud de la Serbie pour son service militaire.
Comme il lui est impossible de reprendre des fonctions de journaliste chez Večer, il quitte Maribor pour Ljubljana, où il travaille pour des studios cinématographiques.
En 1974 et 1978 paraissent ses deux premiers romans : Petintrideset stopinj (35 degrés) et Galiot (Galiote).
La libéralisation qui suit la mort de Tito en 1980 lui permet enfin de déployer une œuvre de romancier, de nouvelliste et de dramaturge. Il entre en 1981 aux éditions Slovenska Matica, où il travaille aujourd’hui encore. En 1984 paraît son roman Serverni sij (Aurore boréale) et, l’année suivante, sa pièce la plus célèbre La Grande Valse brillante.
En 1985, il séjourne aux États-Unis comme « Fulbright fellow », puis, en 1988, en Allemagne. 
Président du PEN Club de Slovénie de 1987 à 1991, il s'engage pour la démocratisation de son pays. 
Après l’accession de son pays à l’indépendance en 1991, il continue son action militante. 
Durant la guerre de Bosnie-Herzégovine, il se rend à Sarajevo assiégée pour apporter les aides collectées par l’Association des écrivains slovènes. Dans son « Rapport succinct sur une ville longtemps assiégée », il s’interroge sur le rôle des intellectuels dans les conflits ethniques ou nationaux. Sur ces sujets, il entre en polémique avec Peter Handke.
Ses romans, nouvelles et essais son traduits en plus de vingt langues. Ses pièces ont été interprétées dans plusieurs pays européens et l'une d'entre elles, La Grande Valse brillante, reçoit le prix de la meilleure pièce aux festivals de Novi Sad et de Sarajevo.
En 1993, Drago Jančar obtient le plus prestigieux des prix littéraires slovènes, le prix Preseren, pour l’ensemble de son œuvre. Il reçoit également le Prix européen de la nouvelle en 1994, le Prix autrichien Jean Améry pour son essai Brioni en 1997, le Prix Herder pour la littérature en 2003 et le Prix européen de littérature 2011 pour l'ensemble de son œuvre. Un hommage lui est rendu à Strasbourg à l'occasion de la remise de ce dernier prix dans le cadre des 7es Rencontres européennes de littérature.
Il vit actuellement à Ljubljana.

## Œuvre

### Romans
- Petintrideset stopinj (Trente-cinq degrés, 1974)
- Galjot (Galiote, 1978) Publié en français sous le titre La Fuite extraordinaire de Johannes Ott, traduit par Andrée Lück Gaye, Paris, Éditions Phébus/Libella, 2020  (ISBN 978-2-75291-184-1), 340 pages
- Severni sij (1984) Publié en français sous le titre Aurore boréale, traduit par Andrée Lück Gaye, Paris, L'Esprit des péninsules, 2005  (ISBN 2-84636-072-3) ; réédition, Paris, Libretto, coll. « Littérature étrangère », 2018  (ISBN 978-2-36914-211-9)
- Pogled angela (Le regard de l’ange, 1992)
- Posmehljivo poželenje (Désir moqueur, 1993)
- Zvenenje v glavi (1998) Publié en français sous le titre Des bruits dans la tête, traduit par Andrée Lück Gaye, Albi, Passage du Nord-Ouest, 2011  (ISBN 978-2-914834-46-9) ; réédition, Paris, Libretto, coll. « Littérature étrangère » no 502, 2015  (ISBN 978-2-36914-085-6)
- Katarina, pav in jezuit (2000) Publié en français sous le titre Katarina, le Paon et le Jésuite, traduit par Antonia Bernard, Albi, Passage du Nord-Ouest, 2009, 576 pages  (ISBN 978-2-914834-35-3)
- Graditelj (Le Bâtisseur, 2006)
- Drevo brez imena (L’Arbre sans nom, 2008)
- To noč sem jo videl (2010) - Prix du Meilleur Livre étranger 2014 Publié en français sous le titre Cette nuit, je l'ai vue, traduit par Andrée Lück Gaye, Paris, Phébus, coll. « Littérature étrangère », 2014  (ISBN 978-2-7529-0969-5)
- Maj, november (2014) Publié en français sous le titre Six mois dans la vie de Ciril, traduit par Andrée Lück-Gaye, Paris, Phébus, 2016, 314 pages  (ISBN 978-2-7529-1046-2)[2],[3],[4],[5],[6],[7],[8],[9],[10]
- In ljubezen tudi (2017) Publié en français sous le titre Et l’amour aussi a besoin de repos, traduit par Andrée Lück-Gaye, Paris, Phébus, 2018  (ISBN 978-2-7529-1134-6)
- Ob nastanku sveta (2022) Publié en français sous le titre Au commencement du monde, trad. Andrée Luck-Gaye, Paris, Phebus, 2024, 320 p.  (ISBN 978-2-7529-1359-3)

### Recueils de nouvelles
- Romanje gospoda Houžvičke (1971)
- O bledem hudodelcu (1978)
- Smrt pri Mariji Snežni (1985)
- Pogled angela (1992)
- Augsburg in druge resnične pripovedi (1994)
- Ultima kreatura (1995)
- Prikazen iz Rovenske (1998)
- Človek, ki je pogledal v tolmun (2004)
- Joycev učenec: deset izbranih novel (2008) Publié en français sous le titre L’Élève de Joyce, traduit par Andrée Lück Gaye, Paris, L'Esprit des Péninsules, 2003 ; réédition, Paris, LGF, coll. « Le Livre de poche » no 3445, 2007  (ISBN 978-2-253-11823-7) ; réédition, Paris, Libretto no 578, 2017  (ISBN 978-2-36914-212-6)
- Dve sliki (2009)
- Lucijine oči (2009)
- Prerokba (2009)
- Zalezovanje človeka (2009)
- Zoževanje prostora (2009)

### Théâtre
- Disident Arnož in njegovi (Le dissident Arnož et sa bande, 1982)
- Veliki briljantni valček (1985) Publié en français sous le titre La Grande Valse brillante, traduit par Andrée Lück-Gaye et Zdenka Štimac, Paris, l'Espace d'un instant, 2007  (ISBN 978-2-915037-23-4)
- Vsi tirani mameluki so hud konec vzeli... (Les tyrans mamelouks ont tous une triste fin, 1986)
- Daedalus (Dédale, 1988)
- Klementov padec (La Chute de Clément, 1988)
- Zalezujoč Godota (Après Godot, 1988)
- Halštat (Hallstatt, 1994)
- Severni sij (Aurore boréale, 2005)
- Niha ura tiha (Le balancier silencieux de la montre, 2007)

### Essais
- Razbiti vrč (La cruche brisée, 1992)
- Egiptovski lonci mesa (1994)
- Brioni (Brioni, 2002)
- Duša Evrope (L’âme de l’Europe, 2006)

## Anthologies françaises
- Nouvelles slovènes, Marseille, Autres Temps, 1996  (ISBN 2-908805-97-9), anthologie réunissant des textes de plusieurs auteurs slovènes
- Éthiopiques et autres nouvelles, traduit par Andrée Lück Gaye, Paris-Orbey, Éditions Arfuyen, coll. « Cahiers d'Arfuyen » no 197, 2012  (ISBN 978-2-84590-168-1), publié à l'occasion de la remise du Prix européen de littérature

## Prix et distinctions
- 1993 : prix Preseren, pour l’ensemble de son œuvre
- 1994 : prix européen de la nouvelle
- 1997 : prix Jean Améry pour l'essai Brioni
- 2003 : prix Herder pour la littérature
- 2011 : prix européen de littérature pour l'ensemble de son œuvre
- 2014 : prix du meilleur livre étranger